# Roberto Francisco Ferrería Paz

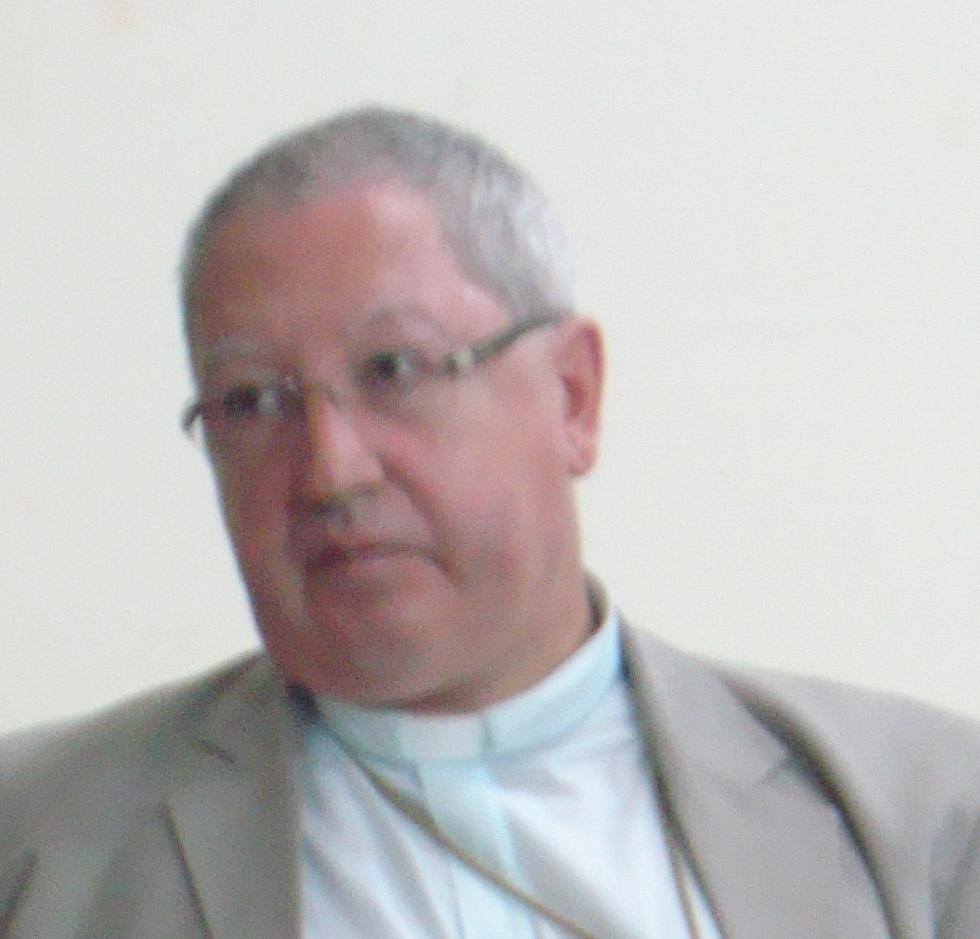
Roberto Francisco Ferrería Paz

Roberto Francisco Ferrería Paz (* 5. Juni 1953 in Montevideo, Uruguay) ist ein uruguayischer Geistlicher und römisch-katholischer Bischof von Campos.

## Leben
Roberto Francisco Ferrería Paz empfing am 16. Dezember 1989 die Priesterweihe für das Erzbistum Porto Alegre.
Papst Benedikt XVI. ernannte ihn am 19. Dezember 2007 zum Weihbischof in Niterói und Titularbischof von Accia. Der Erzbischof von Niterói, Alano Maria Pena OP, spendete ihm am 22. Februar des nächsten Jahres die Bischofsweihe; Mitkonsekratoren waren Dadeus Grings, Erzbischof von Porto Alegre, und dessen Vorgänger Altamiro Rossato CSsR. Als Wahlspruch wählte er IN LIBERTATEM VOCATIS ESTIS.
Am 8. Juni 2011 wurde er zum Bischof von Campos ernannt und am 30. Juli desselben Jahres in das Amt eingeführt. 